# Naissance en 1324
Naissance
- 1320
- 1321
- 1322
- 1323
- 1324
- 1325
- 1326
- 1327
- 1328

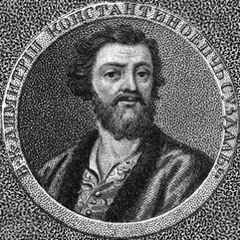
Dimitri III Constantinovitch, né en 1324.

Cette page dresse une liste de personnalités nées au cours de l'année 1324  :
- 5 mars : David II, roi des Écossais.

- Dimitri III Constantinovitch, dit l'Usurpateur, Grand-Prince de Vladimir.
- Francesco di Bartolo, personnalité politique, un critique littéraire italien et un des premiers commentateurs de la Divine Comédie.
- Louis de Gravina, comte de Gravina.
- Giottino, peintre italien.
- Jean Ier de Rohan, 11e vicomte de Rohan.
- Vettor Pisani, amiral vénitien.

date incertaine (vers 1324)
- Guillaume Ier de Namur, marquis de Namur.
- Jeanne de Penthièvre, dite la boiteuse, duchesse de Bretagne, dame de Mayenne, d'Avaugour, de l'Aigle et de Châtelaudren, comtesse de Penthièvre et de Goëllo, vicomtesse de Limoges.

## Crédit d'auteurs
- Cet article est partiellement ou en totalité issu de l'article intitulé « 1324 » (voir la liste des auteurs).